# Stoker Island
Stoker Island (von englisch stoker ‚Heizer‘) ist eine kleine Insel im Archipel der Südlichen Shetlandinseln. Sie ist die westlichste der Aitcho-Inseln in der English Strait und liegt 2,1 km westsüdwestlich von Emeline Island. Die Insel wird von Zügelpinguinen besiedelt. 
Das UK Antarctic Place-Names Committee benannte sie 1971 in Anerkennung der Arbeiten von Donald N. Tait (* 1940), Heizer an Bord des Vermessungsschiffs Nimrod bei der von einer hydrographischen Einheit der Royal Navy im Jahr 1967 durchgeführten Vermessungen dieser und weiterer Inseln.